# Tančik vz. 33
Tančik vz.33 – czechosłowacka tankietka z okresu przed II wojną światową, powstała z rozwinięcia brytyjskiej Carden Loyd Mk VI. Łącznie powstały 74 egzemplarze tego czołgu.

## Historia
Pod koniec lat 20. XX w. armia czechosłowacka postanowiła wprowadzić na swe uzbrojenie tankietki. W marcu 1930 Czechosłowacja zakupiła 3 egzemplarze popularnej na świecie brytyjskiej tankietki Vickers Carden Loyd Mark VI oraz licencję na jej produkcję, przekazaną firmie ČKD. W tym samym roku ČKD wyprodukowała 4 licencyjne prototypowe tankietki Praga-Carden-Loyd, nieróżniące się od brytyjskich (jedna z nich pozostała w fabryce). Były one uzbrojone, podobnie jak Carden-Loydy, w ciężki karabin maszynowy vz. 24. Testy pod koniec roku wykazały wady oryginalnej konstrukcji, m.in. utrudnioną komunikację między członkami załogi (mieli oni indywidualne osłony pancerne nad głowami), za słaby silnik, niewielkie pole ostrzału i widzenia. W konsekwencji ČKD w 1931 przebudowało jeden z prototypów, który stał się prototypem nowej tankietki o oznaczeniu fabrycznym ČKD (Praga) P-I.
Zastosowano w nim całkowicie zamknięty i powiększony przedział bojowy, z wizjerami w ścianach osłoniętymi szkłem pancernym i pogrubionym nieco pancerzem. Zainstalowano mocniejszy silnik Praga AH. Zmodyfikowano również tylną część kadłuba, gdzie zastosowano pancerną żaluzję osłaniającą chłodnicę oraz zlikwidowano charakterystyczne dla Mk VI pojemniki z tyłu nad gąsienicami, przez co sylwetka stała się bardziej zwarta. Jako uzbrojenie główne zastosowano zajmujący mniej miejsca ręczny karabin maszynowy ZB vz. 26 w opancerzonym jarzmie, a ponadto dodano pomocniczy drugi km tego typu obsługiwany przez kierowcę. Zamieniono przy tym miejscami członków załogi – nowa tankietka miała miejsce kierowcy po prawej stronie, a strzelca po lewej. Podobnie przebudowano dwa dalsze prototypy.
W kwietniu 1933, mimo wątpliwości armii, Ministerstwo Obrony zamówiło serię 70 tankietek P-1, które otrzymały oficjalne oznaczenie Tančik vz.33 (tankietka wzór 33; zdrobnienie od „tank” – czołg), w skrócie Tč. vz.33. Praga P-I zwyciężyła nad oryginalną czeską konstrukcją Škoda MU-4. W 1934 zbudowano i dostarczono armii wszystkie 70 pojazdów. Pomimo że były lepsze od Carden-Loydów, miały one nadal pewne wady i z powodu ich małej przydatności bojowej były używane głównie do szkolenia w trzech pułkach pancernych (PÚV).
W sierpniu 1938 trzy trzypojazdowe plutony tych wozów, przydzielone do dywizji piechoty, uczestniczyły w starciach z niemieckimi dywersantami Freikorpsu. Tančiki miały szansę wykazania swojej przydatności bojowej 5 października 1938 roku, gdy pod Felednicami uzbrojona w nie kompania rozpoznawcza uczestniczyła w obronie miasta przed wojskami węgierskimi, otoczyła je i wzięła do niewoli 200 Węgrów. Po aneksji Czech, 30 sztuk czołgów trafiło na uzbrojenie sprzymierzonej z Niemcami Słowacji, gdzie służyły do celów szkolnych oraz przeciwpartyzanckich, kilka uczestniczyło w słowackim powstaniu narodowym w 1944 roku. Jeden z prototypów wysłano w 1935 jako prezent do szacha Iranu, który zachwycony jego wykonaniem podpisał następnie kontrakt na dostawę czołgów CKD TNH i CKD AH-IV.

## Konstrukcja
Nowy czołg otrzymał 4-cylindrowy silnik rzędowy benzynowy Praga AH o pojemności 1950 cm³ i mocy 31 KM, który pozwalał mu na rozwijanie prędkości do 35 km/h. Mechanizmy przeniesienia napędu, w tym skrzynia biegów (4 przełożenia do przodu, 1 do tyłu) i hamulce zostały przejęte z ciężarówki Praga AN. Stalowe gąsienice miały szerokość 170 mm, długość oporowa wynosiła 1300 mm.
Pancerz nitowany do szkieletu nie chronił przed bronią przeciwpancerną, a jedynie w części przed bronią strzelecką. Przedni pancerz tankietki miał grubość 12 mm, boczny i tylny 8 mm, góra – 6 mm i dno – 4 mm.
Uzbrojenie stanowiły dwa czeskie karabiny ZB vz. 26 kal. 7,92 mm z zapasem 2600 sztuk amunicji. Jeden był obsługiwany przez strzelca i mieścił się w jarzmie po lewej stronie pojazdu, zapewniającym kąt ostrzału 60°, zaś drugi służył jako karabin kursowy i był obsługiwany przez kierowcę (nie okazał się jednak praktyczny podczas jazdy).